# عبد الوهاب بن عبد الرحمن الفارس
أَبُو عَبْدِ اللَّهِ عَبْدُ الْوَهَّابِ بْنُ عَبْدِ الرَّحْمَنِ بْنِ مُحَمَّدِ بْنِ عَبْدِ اللَّهِ الْفَارِسُ الْحَنْبَلِيُّ ويُعرف اختصارًا بـ عبد الوهاب بن عبد الرحمن الفارس (1316 – 28 ربيع الأول 1403هـ / 1900 – 12 يناير [كانون الثاني] 1983م) عالم مسلم وفقيه حنبلي كويتي.
بدأ بطلب العلم عند عبد الله بن خلف الدحيان ودرس عنده الفقه الحنبلي ثم تعلم اللغة العربية عند عبد المحسن البابطين، ثم بدأ بتعليم ذاته في قراءة الكتب وكثيرًا ما يقرأ من مؤلفات ابن تيمية.
تولى إمامة مسجد الفارس بعد والده واستمر على الإمامة لمدة 54 سنة، وتولى مهنة التدريس في مدرسة السعادة وكان يُدرِّس علوم القرآن والخط العربي والإملاء، وعمل مدرسًا في المعهد الديني سنة 1370هـ/1950م وظل فيه 20 سنة وساهم بتطوير مناهج المعهد الديني مع الشيخ عبد العزيز حمادة بالتعاون مع الأزهر الشريف.
تُوفِي في صباح يوم الخميس تاريخ 28 ربيع الأول 1403هـ/12 يناير (كانون الثاني) 1983م عن عمر ناهز 83 سنة إثر حادث مرور تعرض له وهو عائد إلى منزله.

## نشأته

### نسبه
هو: «عبد الوهاب بن عبد الرحمن بن محمد بن عبد الله الفارس»، وأسرته الفارس تنتمي إلى بني تميم العدنانية وكان موطن أسرته قبل قدومها إلى الكويت في روضة سدير.

### مولده
وُلِد عبد الوهاب بن عبد الرحمن الفارس في سنة 1316هـ/1900م بالكويت ونشأ بين أسرة تحب العلم الشرعي وكان جدُّه وأبوه يشجعانه على طلب العلم الشرعي.

## طلبه للعلم
بدأ بطلب العلم عند الشيخ عبد الله بن خلف الدحيان ودرس عنده فقه الإمام أحمد بن حنبل ثم تعلم اللغة العربية عند القاضي عبد المحسن البابطين، بعد ذلك بدأ عبد الوهاب بن عبد الرحمن الفارس بتعليم ذاته وانكب في قراءة الكتب وكثيرًا ما يقرأ من مؤلفات شيخ الإسلام ابن تيمية حيث كان مُعجبًا بعُلُومه.

## أعماله

### الإمامة
تولى عبد الوهاب بن عبد الرحمن الفارس إمامة مسجد الفارس بعد والده واستمر على الإمامة لمدة 54 سنة.

## نشاطاته العلمية

### التدريس
تولى عبد الوهاب بن عبد الرحمن الفارس مهنة التدريس في مدرسة السعادة وكان يُدرِّس علوم القرآن والخط العربي والإملاء، وعمل الفارس مدرسًا في المعهد الديني سنة 1370هـ/1950م وظل فيه 20 سنة وساهم بتطوير مناهج المعهد الديني مع الشيخ عبد العزيز حمادة بالتعاون مع الأزهر الشريف فقاما بزيارة الأزهر للاطلاع على نظام التدريس فيه.

## وفاته
تُوفِي عبد الوهاب بن عبد الرحمن الفارس في صباح يوم الخميس تاريخ 28 ربيع الأول 1403هـ/12 يناير (كانون الثاني) 1983م عن عمر ناهز 83 سنة إثر حادث مرور تعرض له وهو عائد إلى منزله، وقامت وزارة التربية باطلاق اسمه على إحدى مدارسها وقامت وزارة الأوقاف والشؤون الإسلامية باطلاق اسمه على إحدى مساجدها اعترافًا بفضله وتخليد ذكراه، واطلقت الدولة اسمه على أحد شوارعها الرئيسة.

### فهرس المراجع
منشورات
1. 1 2  الفارس (2016)، ص. 11.
2. ↑  الفارس (2016)، ص. 14–16.
3. ↑  الفارس (2016)، ص. 21–23.
4. ↑  الرومي (1999)، ص. 613.
5. ↑  الرومي (1999)، ص. 98.
6. 1 2  الرومي (1999)، ص. 614.
7. ↑  الفارس (2016)، ص. 13.
8. 1 2 3  الرومي (1999)، ص. 615.
9. ↑  الرومي (1999)، ص. 615–616.
10. 1 2  الرومي (1999)، ص. 617.
11. ↑  الفارس (2016)، ص. 23.
12. ↑  الفارس (2016)، ص. 24.

### بيانات المراجع (مُرتَّبة حسب تاريخ النَّشر)
- عدنان سالم الرومي (1999)، علماء الكويت وأعلامها: خلال ثلاثة قرون (ط. 1)، الكويت: مكتبة المنار الإسلامية، LCCN:99901258، OCLC:42010511، OL:16298049M، QID:Q130771917
- عبد الوهاب بن عبد الرحمن الفارس (2016). الأسئلة والأجوبة الفقهية في فقه العبادات والمعاملات وأول كتاب الوقف: على مذهب الإمام المبجل أحمد بن محمد بن حنبل الشيباني إمام أهل السنة. تحقيق: محمد عبد الرحمن الفارس (ط. 1). الكويت: غراس. ISBN:978-99966-757-6-8. OCLC:970635394. QID:Q131983606.